# Drynaria saccardii
Drynaria saccardii är en stensöteväxtart som beskrevs av Cuf. Drynaria saccardii ingår i släktet Drynaria och familjen Polypodiaceae. Inga underarter finns listade.